# Falconius planitarsis
Falconius planitarsis är en insektsart som beskrevs av Hancock, J.L. 1907. Falconius planitarsis ingår i släktet Falconius och familjen torngräshoppor. Inga underarter finns listade i Catalogue of Life.